# Il figlio di Ramses - La tomba maledetta
La tomba maledetta (La Tombe maudite) è il primo libro della serie Il figlio di Ramses, scritto da Christian Jacq nel 2014 e pubblicato in Italia nel 2016.

## Trama
La vicenda iniziale è ambientata dopo la battaglia di Qadesh.
Il libro si apre con il Vecchio, tutore della giovane Sekhet, che esce di notte dalla vigna di cui è proprietario e assiste a un oscuro rituale nel deserto: un gruppo di profanatori trafuga una tomba e ne ruba il Vaso di Osiride, il segreto della vita e della morte. Subito dopo, il loro capo uccide tutti i suoi seguaci utilizzando il potere dell'artefatto, e il Vecchio scampa a morte certa tornando di corsa a casa.
Nella Nubia in rivolta, il Faraone Ramses II parte in testa al suo esercito, seguito tra gli altri dai figli Ramesse, un abile ma arrogante generale, e Setna, scriba reale nobile d'animo, a sua volta accompagnato dal suo amico Ched; Circondati dagli egizi, i ribelli tentano di contrattaccare tramite uno stratagemma, ma Setna e Ched aiutano prontamente gli egizi a sconfiggere i ribelli, riportando così la pace nella regione. Di ritorno in Egitto, Setna fa la prima conoscenza con Sekhet, figlia del futuro ministro dell'agricoltura Keku, e seppure si conoscano per poco, tra loro inizia a scattare la scintilla amorosa. Intanto, un poliziotto di nome Resi, insospettito dal ritardo di vari suoi dipendenti, giunge alla tomba al capo di una spedizione e scopre per primo la tomba profanata; dopo un'esplorazione più profonda a fianco del governatore di Menfi, entrambi constatano che un mago nero è riuscito a rubare il Vaso di Osiride, diventando ora anche più potente del Faraone. La notizia si diffonde ben presto in tutto l'Egitto, e i sacerdoti si mettono all'opera per aiutare spiritualmente il popolo e soprattutto la famiglia reale a scongiurare la catastrofe.
Ben presto, Setna, che diverrà nuovo sacerdote di Ptah, e Sekhet, ora sacerdotessa di Sekhmet, si innamorano sempre di più, ma Ramesse sarà preso dalla gelosia quando scopre la loro tresca amorosa, essendo anche lui innamorato della ragazza. Il giovane generale viene però assegnato in una squadra con Ched e tre suoi compagni fidati, di nome Nemo, Ugge e Ruti, e alla quale si uniranno poi Setna e Sekhet, col compito di investigare sul mistero della tomba maledetta. Saltano fuori i due nomi siriani di Irsu e Kalash, ma, durante un'ispezione, Ugge viene ferito gravemente da una terribile magia, e lo salva solo l'intervento dei suoi compagni e la guarigione per mano Sekhet. Il gruppo viene poi a sapere che Irsu è sparito e che l'assassino Kalash è ancora a piede libero, e decide di seguirlo.
Il Calvo, prima di morire, dona al suo allievo Setna un amuleto a forma di leone come portafortuna. Keku rivela invece alla figlia di essere lui il mago nero, e cerca di irretire la sua stessa figlia per distruggere il Faraone e governare insieme: grazie al Libro dei Ladri, datogli dal suo complice Kalash, si è infatti intrufolato nella tomba maledetta e ha quindi rubato il Vaso di Osiride, e ora sta cercando di convincere la sua unigenita a seguirlo nel suo folle piano di usare il Vaso per seminare la morte nel mondo intero. Sekhet rifiuta, e sfugge a un tentativo di assassinio con l'aiuto del Vecchio, con il quale si rifugia nell'abitazione di una signora, preparandosi ad affrontare il mago nero suo padre.

## Personaggi
- Setna: secondogenito del Faraone, con l'unico obiettivo di diventare scriba, si innamorerà di Sekhet, ma si ritroverà invischiato in un complotto mortale. Il suo nome attuale, Khaemwaset, "Colui che è apparso in gloria a Tebe", indica un eroe della letteratura romanzesca egizia sotto il nome, appunto, di Setna.
- Sekhet: figlia di Keku, sacerdotessa di Sekhet e considerata una delle donne più belle di Menfi. Detesta i militari, come dimostra rifiutando i tentativi di corteggiamento da parte del generale Ramesse, un altro figlio di Ramses.
- Ched: detto il Salvatore dopo la campagna in Nubia nei primi capitoli, è amico di Setna e Ramesse. Abile generale e soldato, diventerà direttore della Casa delle Armi, e aiuterà, indirettamente o meno, i protagonisti nella loro indagine.
- Il Vecchio: patrigno di Sekhet, discende da una lunga stirpe che alcuni fanno risalire al regno del primo Faraone, Narmer, è molto severo, e adora il vino, tanto che è anche proprietario di una vigna nei dintorni di Menfi, capitale economica dell'Egitto. Dopo la seconda metà del primo libro farà di tutto per proteggere Sekhet, anche perché, nel primissimo capitolo del libro, sarà testimone di un sacrilegio orribile. Stranamente, i suoi vini funzionano come elisir.
- Ramses II: Faraone d'Egitto.
- Ramesse: figlio maggiore primogenito del Faraone Ramses II e di Iset, e ambizioso generale dell'Egitto. Come Setna, anche lui ama Sekhet e ambisce a sposarla.
- Il Calvo: dignitario della Casa e della Vita e maestro di Setna.
- Baken: sommo sacerdote di Amon.
- Keku: padre di Sekhet, è prossimo a diventare Ministro dell'Economia, ma dopo la seconda metà del libro egli rivelerà il suo vero carattere, malvagio e spietato.
- Kalash: un siriano, in verità sicario di Keku. Falsamente descritto come uno con famiglia, sterminata dagli egizi dopo la battaglia di Qadesh, odia tutto l'Egitto, e, dopo che il suo nome viene menzionato nel primo libro, fa la sua prima apparizione fisica nel secondo.
- Resi: poliziotto egizio, che contribuirà alla scoperta del furto del Vaso di Osiride.
- Ugge, Ruti e Nemo: sono i tre compagni di Ched il Salvatore, alti, atletici e molto forti. Ugge ha i capelli rossi, è spesso silenzioso ed è noto per aver fatto strage di ittiti nella famigerata battaglia di Qadesh; Ruti, attaccatissimo ai piaceri della vita, è invero capace di colpire con precisione e senza pietà; Nemo, il lamentoso, ha una passione per le cipolle, ma la sua forza gli consente addirittura di annientare cinque energumeni come lui.

## Edizioni
- Christian Jacq, Il figlio di Ramses - La tomba maledetta, traduzione di Stefania Barontini Conversano, Mantova, Tre60, 14 gennaio 2016,  p. 272, ISBN 978-88-6702-305-9.

- Christian Jacq, Il figlio di Ramses - La tomba maledetta, collana Super TEA, traduzione di Stefania Barontini Conversano, Mantova, TEA, 15 giugno 2017,  p. 262, ISBN 978-8850246441.

- Christian Jacq, Il figlio di Ramses - La tomba maledetta, collana Romanzi storici best seller, traduzione di Stefania Barontini Conversano, Mantova, TEA, 5 aprile 2024,  p. 272, ISBN 9788850268528.